# Sylvia Leith-Ross
Sylvia Hope Leith-Ross (Londres, 30 de septiembre de 1884 - Londres, 12 de febrero de 1980), de soltera Ruxton, fue una antropóloga y escritora inglesa que trabajó principalmente en Nigeria.

## Biografía
Sylvia Hope Ruxton nació en Londres, hija Sylvia Howland Grinnell Ruxton y del almirante de la Marina Real británica, William Fitzherbert Ruxton. Su madre era estadounidense, hija de Henry Grinnell y hermana de Henry Walton Grinnell. Sylvia y su madre se trasladaron a París en 1896, donde estudió. Las memorias de Sylvia, Cocks in the Dawn (1944), recuerdan esta época como el comienzo de su vinculación con Francia, que duraría toda la vida.

## Trayectoria
En 1907, recién casada, se trasladó a Zungeru (Nigeria), donde su marido, Arthur Leith-Ross, era jefe de transportes del protectorado británico. Regresó a Nigeria en 1910, ya viuda, para vivir con su hermano y la esposa de éste, Geneviève. Las dos mujeres publicaron un libro de cocina, West African Cookery (1908), popular entre los jóvenes europeos recién llegados a Nigeria y poco familiarizados con la cocina y los productos de África Occidental. En 1921, publicó Fulani Grammar, una guía básica de la lengua fulani con algunos cuentos populares traducidos.
En la década de 1920, su hermano estaba destinado en Lagos; Sylvia Leith-Ross fue nombrada «Lady Superintendente de Educación» en 1925. Ayudó a crear el Queen's College de Lagos, un internado femenino, y fundó una escuela femenina en Kano. En 1931 fue enviada de vuelta a Inglaterra para recuperar la salud. A su regreso, aprovechó una beca de investigación Leverhulme para realizar estudios antropológicos entre las mujeres del este de Nigeria, tras la Guerra de las Mujeres; este trabajo dio como resultado el libro Mujeres africanas: un estudio de los ibo de Nigeria (1939): A Study of the Ibo of Nigeria (1939).
Durante la Primera Guerra Mundial, Sylvia Leith-Ross, aprovechando su dominio del francés, trabajó como voluntaria en hospitales militares bajo la supervisión de la Cruz Roja francesa. Ese trabajo la llevó a trabajar en una clínica de Londres de 1920 a 1925. También trabajó en hospitales militares durante la guerra civil española y a principios de la Segunda Guerra Mundial. Estuvo en Nigeria durante el resto de la Segunda Guerra Mundial, en parte para proporcionar información sobre las colonias francesas a la Organización de Investigación Política y Económica. Durante esta época escribió otros dos libros más, African Conversation Piece (1944, un diario de viaje) y Beyond the Niger (1951).
Al final de su vida, pasó una década (de 1956 a 1966) coleccionando cerámica y entrevistando a alfareros en Nigeria. Su último libro publicado en vida, Nigerian Pottery (1970), recoge sus hallazgos en fotografías y texto, como catálogo de una exposición que organizó en el Museo de Jos.

## Vida personal
Sylvia Ruxton se casó con Arthur Leith-Ross, un oficial canadiense que sirvió en el norte de Nigeria con Upton Fitzherbert Ruxton, hermano de Sylvia. Sylvia enviudó a los 24 años, cuando Arthur murió a causa de la fiebre de las aguas negras. Murió en Holland Park, Londres, en 1980, a los 95 años. Su autobiografía Stepping Stones: Memorias de la Nigeria colonial, 1907-1960, se publicó después de su muerte, en 1983.